# Jean-Pierre Brun
Pour les articles homonymes, voir Brun.
Jean-Pierre Brun, né le 8 février 1955 à Ollioules dans le Var, est un archéologue français spécialiste de l'économie du monde romain et notamment des installations agricoles de la Méditerranée hellénistique et romaine. Chercheur au CNRS, il a occupé la chaire Techniques et économies de la Méditerranée antique de 2011 à 2024 au Collège de France.

## Carrière
Après une thèse de troisième cycle à l'université d'Aix-Marseille I en 1983 sur l’huile et le vin dans la Méditerranée antique, Jean-Pierre Brun devient ingénieur d’études au ministère de la Culture (service régional de l’archéologie) et directeur du centre archéologique du Var de 1983 à 1993. Il concentre alors ses recherches sur les villas romaines de La Croix-Valmer et Cavalaire (Var) puis, de 1986-1993, sur le port romain de Toulon.
Il intègre alors le CNRS où il est chargé de recherche de 1993 à 2000 puis directeur de recherche depuis 2001. Ses travaux de recherches s'orientent alors sur de nombreux sites à l'étranger notamment de 2000 à 2010 sur la cité grecque de Cumes. Il dirige sur la même période un programme sur l’artisanat en Italie méridionale portant sur des fouilles à Pompéi, Herculanum et Saepinum.
Le programme chapeauté par le Centre Jean Bérard basé à Naples, et qu'il dirige de 2000 à 2011, fédère neuf équipes animées par des chercheurs du CNRS et de l’École française de Rome. Son équipe travaille ainsi sur la tannerie, la parfumerie, la teinturerie, le textile, la vannerie, la plomberie, la boulangerie, la peinture et la production de salaisons de poisson.
Victime d'un accident vasculaire cérébral en 2019, il poursuit néanmoins ses activités au Collège de France en tant que titulaire de la chaire Techniques et économies de la Méditerranée antique à laquelle il a été élu en 2011 et qu'il quitte en 2024 pour prendre sa retraite universitaire.

### Distinction
- Médaille d’argent du CNRS 2004[4]
- Médaille Arthur-Holmes 2017

## Publications (sélection)

### Ouvrages
- L'Oléiculture antique en Provence : les huileries du département du Var, CNRS éditions, 1986 (ISBN 9782222037194)
- Le Vin et l'huile dans la Méditerranée antique : viticulture, oléiculture et procédés de transformation, Errance, 2003 (ISBN 2-87772-618-5)
- Archéologie du vin et de l'huile, t. I : De la Préhistoire à l'époque hellénistique, Errance, 2004 (ISBN 9782877722858)
- Archéologie du vin et de l'huile, t. II : Dans l'Empire romain, Errance, 2004 (ISBN 978-2877722933)
- Archéologie du vin et de l'huile, t. III : En Gaule romaine, Errance, 2005 (ISBN 978-2877723046)
- Techniques et économies de la Méditerranée antique, Fayard/Collège de France, 2012 (ISBN 978-2213671369)

### Ouvrages collectifs
- Marie-Claire Amouretti (éd.) et Jean-Pierre Brun (éd.), La Production du vin et de l'huile en Méditerranée, Athènes, École française d'archéologie, 1993 (ISBN 9782869580602)
- Jean-Pierre Brun (dir.), Les Îles d'Hyères : fragments d'histoire, Actes Sud, 1997 (ISBN 978-2-7427-1479-7)
- Jean-Pierre Brun (dir.), Carte archéologique de la Gaule : département du Var, Académie des Inscriptions et Belles-Lettres, 1999 (2 volumes)
- André Tchernia et Jean-Pierre Brun, Le Vin romain antique, Glénat, 1999 (ISBN 978-2723427609)Prix Langhe Ceretto 2000 du meilleur livre sur le vin (Alba, Italie).
- Jean-Pierre Brun (éd.), Matthieu Poux (éd.), André Tchernia (éd.), Le vin : nectar des dieux, génies des hommes, Lyon-Gollion, 2004  (ISBN 9782884741156)
- Jean-Pierre Brun (éd.) et Philippe Jockey (éd.), Technai, techniques et sociétés méditerranéennes : hommage à Marie-Claire Amouretti, MMSH / Maisonneuve et Larose, 2001 (ISBN 9782706814877)
- Jean-Pierre Brun (éd.), Matthieu Poux (éd.), Marie-Laure Hervé-Monteil (éd.), La vigne et le vin dans les Trois Gaules, Supplément Gallia 68.1, Paris, CNRS, 2011  (ISBN 978 2 27107 266 5)
- Jean-Pierre Brun (éd.), Artisanats antiques d'Italie et de Gaule : mélanges offerts à Maria-Francesca Buonaiuto, Naples, Centre Jean Bérard, 2009 (ISBN 9782918887010)
- Jean-Pierre Brun et Xavier Fernandez, Parfums antiques : de l'archéologue au chimiste, SilvanaEditoriale, 2015 (ISBN 978-8836631629)